# Giftige svampe
Der findes ca. 600 danske svampearter, hvor hatten er af en størrelse, der kan friste ukyndige til at spise dem. Af disse er ca. 30 arter giftige svampe. 3 af disse er dødeligt giftige og yderligere ca. 10 kan forårsage alvorlige symptomer.
Det er omstridt, hvorvidt svampejægere bør kende de giftige arter, idet nogle eksperter fremhæver, at det er unødvendigt, hvis man kun indsamler arter, man kender.

## De giftigste svampe
Der findes tre giftige svampe, som med sikkerhed har medført dødsfald i Danmark. Den ene, Puklet Giftslørhat, undgås bedst ved helt at undgå indsamling af slørhatte, som i almindelighed er dårlige spisesvampe. Stenmorkel indtager en særstatus blandt giftsvampene, da den tidligere blev angivet som spiselig efter tilberedning.
De giftigste svampe, som forekommer i Danmark er:
- Grøn Fluesvamp Amanita phalloides. Kulinarisk værdi: (Dødeligt giftig)
- Snehvid Fluesvamp Amanita virosa. Kulinarisk værdi:  (Dødeligt giftig.)
- Randbæltet hjelmhat Galerina marginata. Kulinarisk værdi: (Dødeligt giftig.)
- Puklet Giftslørhat Cortinarius speciosissimus.Kulinarisk værdi:
- Stenmorkel Gyromitra esculentia Kulinarisk værdi:

## Giftene
De fleste giftige svampe er af en type, som forgifter protoplasma.
Amatoxiner forekommer i bl.a. Grøn Fluesvamp og Hvid Fluesvamp. De angriber især leveren og nyrerne. Denne type gifte kan menneskets immunsystem ikke bekæmpe.

### Symptomer
Symptomerne på forgiftning optræder normalt først ca. 12 timer efter indtagelse af svampen og kan forveksles med influenza, idet der er tale om opkastning og mavesmerter. På dette tidspunkt kan vitale organer være stærkt angrebet.

### Behandling
Hvis en person, der har indtaget svampe med protoplasmagifte, søger lægehjælp inden for 12 timer efter indtagelsen af den giftige svamp, er der gode muligheder for at redde livet; ofte vil der dog være varige skade på lever og nyrer. Der findes dog ikke en egentlig behandling af amatoxin – forgiftninger. Hjælpen består i at begrænse optaget af giften i de vitale organer. 

## Forveksling
Nogle fremragende spisesvampe kan forveksles med giftige arter. Grøn Fluesvamp og Snehvid Fluesvamp undgås naturligvis ved at lade fluesvampene stå. Snehvid Fluesvamp kan af ukyndige også forveksles med hvide champignoner, men mens alle eksemplarer af champignon har farvede lameller, normalt brunlige, er fluesvampens lameller kridhvide.
Endelig må det understreges, at der blandt de i øvrigt mange gode rørhatte er nogle uspiselige og enkelte giftige, bl.a. satans rørhat og djævle-rørhat. 